# Dis-moi pourquoi ces choses sont si belles
Pour plus de détails, voir Fiche technique et Distribution.
Dis-moi pourquoi ces choses sont si belles est un film québécois réalisé par Lyne Charlebois, sorti en 2023.
Librement inspiré des échanges épistolaires entre le frère et botaniste Marie-Victorin et la botaniste Marcelle Gauvreau, le film est présenté en première mondiale au Festival du cinéma international en Abitibi-Témiscamingue, lors de la cérémonie de clôture.
Il s’agit du premier long métrage de Lyne Charlebois depuis Borderline, qui lui avait valu le prix Jutra de la meilleure réalisation en 2009.
Le film est produit par Roger Frappier.

## Synopsis
Enseignant et fondateur du Jardin botanique de Montréal, le frère Marie-Victorin se lie d’amitié avec son étudiante Marcelle Gauvreau. Tous deux ont frôlé la mort et partagent le même amour de Dieu et de la nature. Dans un échange épistolaire qui durera jusqu'à la mort de Marie-Victorin, ils explorent les désirs humains et la « biologie sans voile ».

## Fiche technique
- Titre original : Dis-moi pourquoi ces choses sont si belles
- Réalisation : Lyne Charlebois
- Scénario : Lyne Charlebois
- Musique : Robin-Joël Cool (en), Alexis Martin (en), Viviane Audet
- Photographie : André Dufour
- Conception artistique : Yola van Leeuwenkamp
- Montage : Yvann Thibaudeau
- Production : Sylvie Lacoste, Veronika Molnar, Roger Frappier
- Société de production : Max Films
- Sociétés de distribution : Les Films Opale, Destiny Films (France)[5]
- Pays de production :  Canada
- Tournage : Montréal, Oka, Îles de Mingan, Cuba
- Langue originale : français
- Format : couleur
- Genre : Drame
- Durée : 99 minutes
- Dates de sortie :
  - Canada : 2 novembre 2023 (première mondiale en clôture de la 42e édition du Festival du cinéma international en Abitibi-Témiscamingue à Rouyn-Noranda au Québec)
  - Canada : 21 juin 2024 (sortie en salle au Québec) (sortie prévue)
  - France : 20 août 2025[5]

## Distribution
- Alexandre Goyette : frère Marie-Victorin / Antoine
- Mylène Mackay : Marcelle Gauvreau / Roxanne
- Rachel Graton : Rita Simard / Catherine
- Francis Ducharme : frère Léo / Michel
- Vincent Graton : Dr Joseph Gauvreau, père de Marcelle
- Sylvie Moreau : sœur Marie-des-Anges / Louise
- Marianne Farley : Marianne Molnar, la réalisatrice
- Vincent Graton : Joseph Gauvreau
- Alexa-Jeanne Dubé : Rosanna Sauvé
- Roger Frappier : frère Léon

## Distinctions
- Festival du cinéma international en Abitibi-Témiscamingue 2023 : Grand Prix Hydro-Québec décerné par le public [6].
- Festival du film francophone d'Angoulême 2024 : Valois de la meilleure actrice pour Mylène Mackay